# Arhopala comica
Arhopala comica är en fjärilsart som beskrevs av De Nicéville 1900. Arhopala comica ingår i släktet Arhopala och familjen juvelvingar. Inga underarter finns listade i Catalogue of Life.

## Bildgalleri

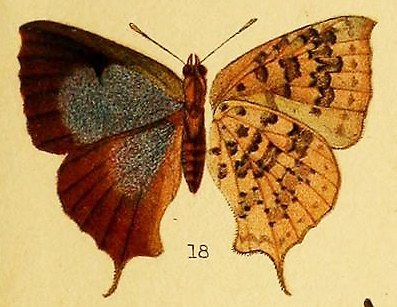